# Чёрч, Джон Александр
Джон Чёрч (англ. John Alexander Church; род. 1951, Гимпи, Квинсленд) — австралийский океанолог и климатолог, ведущий мировой эксперт по проблеме повышения уровня моря. Член Австралийской АН, доктор философии, профессор Университета Нового Южного Уэльса (с 2017), перед чем с 1978 по 2016 год ученый-исследователь CSIRO, его фелло с 2010 года.

## Биография
Родился в семье сельского врача, увлекавшегося астрономией.
Окончил Квинслендский университет (бакалавр физики), получил степень доктора философии. С 1993 по 2003 год возглавлял океанографическую программу Australian National Antarctic Research Expeditions. Ведущий автор Третьего и Пятого оценочных докладов МГЭИК.
Член Австралийской академии технологических наук и инженерии, фелло Американского метеорологического общества и Australian Meteorological and Oceanographic Society (AMOS).
Автор более 150 рецензированных публикаций, более ста иных отчётов и соредактор трёх книг. Цитировался свыше 25 тыс. раз.

## Отличия
- Медаль Роджера Ревелла, Intergovernmental Oceanographic Commission[англ.] (2006)
- CSIRO Medal for Research Achievement (2006)
- Eureka Prize[англ.] (2007)
- AMOS R.H. Clarke Lecture (2008)
- AMOS Morton Medal (2017)
- BBVA Foundation Frontiers of Knowledge Award (2018, совместно с Анни Казенав и Jonathan M. Gregory[англ.])[6]